# Byttneria fulva
Byttneria fulva är en malvaväxtart som beskrevs av Eduard Friedrich Poeppig och Endl.. Byttneria fulva ingår i släktet Byttneria och familjen malvaväxter. Inga underarter finns listade i Catalogue of Life.